# Мадуро, Николас
Ни́колас Маду́ро Мо́рос (исп. Nicolás Maduro Moros [nikoˈlas maˈðuɾo ˈmoɾos]; род. 23 ноября 1962, Каракас, Венесуэла) — венесуэльский государственный и политический деятель, действующий президент Боливарианской Республики Венесуэла с 19 апреля 2013 года.
Министр иностранных дел в правительстве Уго Чавеса (2006—2013), вице-президент Венесуэлы (2012—2013). С 5 марта по 19 апреля 2013 года, после смерти Уго Чавеса, исполнял обязанности президента Венесуэлы.

## Биография
Отец и дед с отцовской стороны были евреями, сефардами с Пиренейского полуострова, перешедшими в католицизм, мать же происходит из приграничного с Венесуэлой города Кукута в Колумбии. Работая водителем автобуса, начал политическую карьеру как неофициальный член профсоюза, представляющий рабочих каракасского метро в 1970-х и 1980-х годах. В восьмидесятых он окончил лицей Авали и общественную среднюю школу к западу от Каракаса. Считается одним из основателей Движения за V республику (исп. Movimiento V Quinta República, MVR), сыграл важную роль в освобождении Уго Чавеса и президентской кампании последнего в 1998 году.
Позже Мадуро избирался от Движения за Пятую республику в венесуэльскую Палату депутатов в 1998 году, в Конституционную ассамблею в 1999, в Национальную ассамблею в 2000 и 2005 годах, представляя Федеральный округ Венесуэлы (англ. Distrito Capital). Он был избран спикером парламента, несмотря на то, что у него не было (и нет до сих пор) высшего образования. На своей должности он оставался в 2005 году и первой половине 2006 года.
В сентябре 2006 года, будучи недавно назначенным министром иностранных дел Венесуэлы с дипломатическим иммунитетом, Николас Мадуро был задержан сотрудниками ФБР в международном аэропорту имени Джона Кеннеди в Нью-Йорке после платежа за три авиабилета наличными долларами. Этот инцидент вызвал дипломатический скандал между США и Венесуэлой.
Возглавлял комиссию, разрабатывавшую новый Трудовой кодекс Венесуэлы, подписанный Уго Чавесом 1 мая 2012 года.
8 декабря 2012 года У. Чавес заявил о том, что, в случае ухудшения состояния его здоровья и невозможности выполнения им своих полномочий, до проведения очередных всеобщих выборов обязанности президента будет исполнять Н. Мадуро. Чавес также выразил надежду на то, что избиратели поддержат его кандидатуру. При объявлении о смерти Чавеса Мадуро сказал, что его отравили «внешние враги», а оппозицию назвал «фашистами». После смерти Чавеса было объявлено, что в ближайшие 30 дней в Венесуэле пройдут всеобщие президентские выборы.
На выборах 14 апреля 2013 года Николас Мадуро опередил Энрике Каприлеса на 1,5 %. Согласно данным государственной избирательной комиссии Венесуэлы, за Николаса Мадуро проголосовали 50,76 %, в то время как его оппонента Энрике Каприлеса поддержали 49,07 % пришедших на избирательные участки граждан. Однако Энрике Каприлес не признаёт итоги выборов.
Вскоре после победы на выборах, 14 мая того же года избранный президент заявил в интервью прессе о наличии у себя еврейских корней и отметил «богатые социалистические традиции еврейского народа».

## Первый президентский срок
Николас Мадуро получил в наследство массу проблем — прежде всего огромный государственный долг (70 % ВВП на начало 2013 года) и бюджетный дефицит (13 % на начало 2013 года). Тем не менее, 2013 год прошел на фоне высоких цен на нефть не очень плохо — ВВП страны вырос на 1,6 %.
8 октября 2013 года Николас Мадуро выступил с обращением к Национальной ассамблее предоставить ему особые полномочия, необходимые ему для эффективной борьбы с коррупцией и экономической войной, угрожающей Венесуэле. По словам Мадуро, без предоставления ему особых полномочий будет невозможно построение социализма в стране. 14 ноября за законопроект проголосовали 99 парламентариев из 165 — такого числа голосов достаточно для прохождения инициативы в парламенте. Ранее для принятия законопроекта сторонникам Мадуро не хватало одного голоса.
В ноябре по распоряжению Мадуро были арестованы владельцы и сотрудники сетей по продаже электробытовых товаров. С помощью армии и полиции товары были распроданы по цене 10 % от обычной стоимости. В ряде мест с жителями, желавшими получить товары по сниженной цене, полиции справиться не удалось и магазины были разграблены. 26 ноября была национализирована торговая сеть «Daka» за отказ понизить цены. Причиной такого решения властей стали цены в компании, для некоторых товаров превышавшие закупочные на 1000 процентов при допустимой норме 30 процентов. После конфискации товаров всё руководство торговой сети было арестовано. Тем не менее, проблемы дефицита и инфляции решить в первый год президентства не удалось. По итогам 2013 года, инфляция в стране составила 56,3 %. Высоким оставался и уровень преступности — по итогам 2013 года, число умышленных убийств на 100 тыс. населения страны составило 39.
В феврале 2014 года начались массовые акции и демонстрации, участники которых жаловались на недостаточные меры безопасности в условиях высокого уровня преступности, а также протестовали против экономического кризиса, вызванного, как они считают, политикой правительства. Некоторые участники этих акций были задержаны силами безопасности, что дало толчок новым протестам, вылившимся к столкновениям с полицией и человеческим жертвам. Николас Мадуро выступил по национальному телевидению и призвал к спокойствию, сказав, что «не нужно терять голову и поддаваться на провокации». Также он заявил о существовании плана государственного переворота и призвал своих сторонников пройти «маршем за мир».

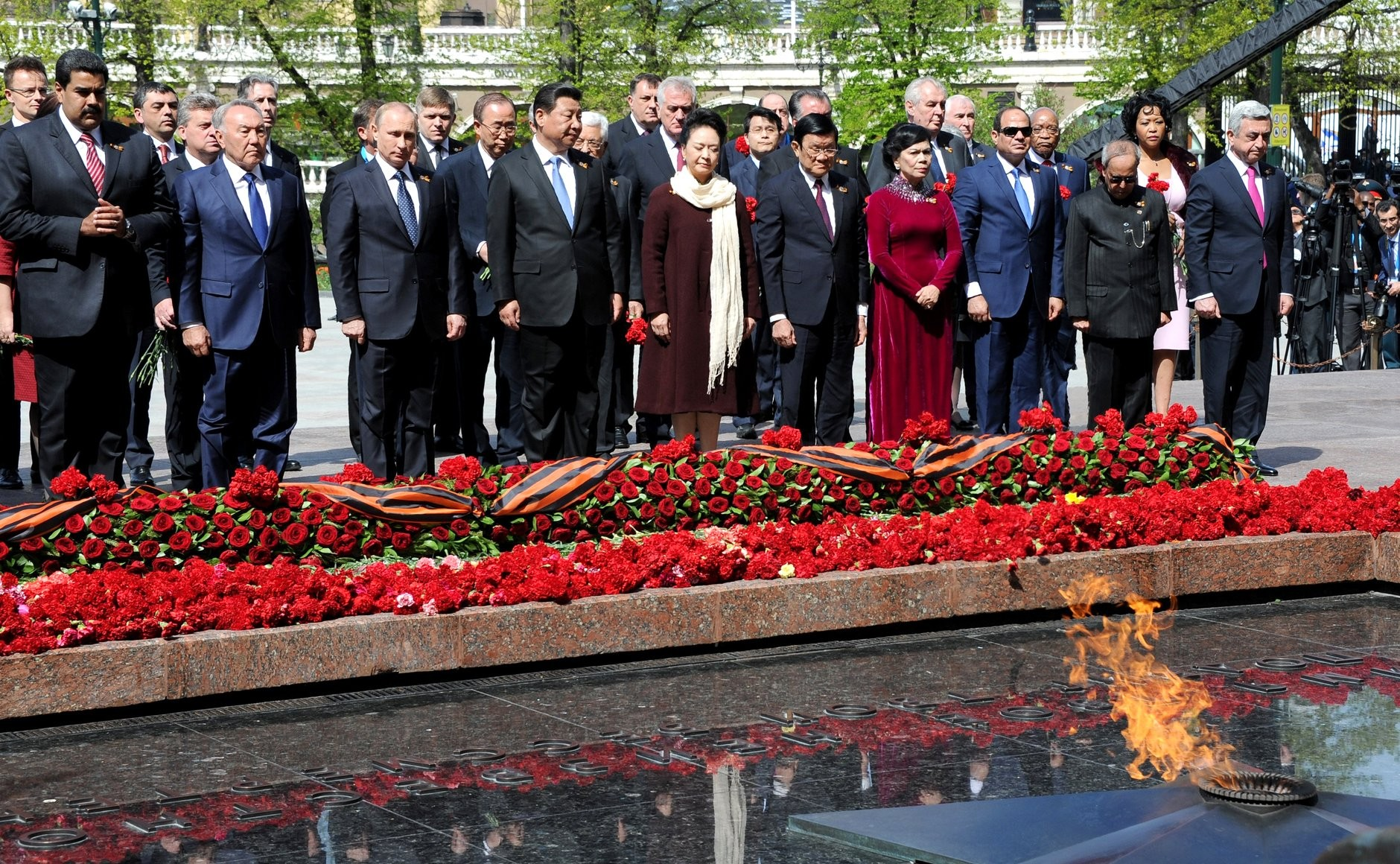
Президент Венесуэлы Николас Мадуро
на возложении венка к Могиле Неизвестного Солдата. Москва, 9 мая 2015 года

В 2014 году Николас Мадуро запустил на радио собственную программу под названием «В контакте с Мадуро» (исп. En contacto con Maduro). Первый выпуск вышел в эфир 11 марта. По замыслу президента, новый формат общения с жителями Венесуэлы позволит открыто обсуждать насущные проблемы страны, оперативно реагировать на общественную критику, комментировать в прямом эфире текущие события. Мадуро также отметил, что выступления на радио будут тесно перекликаться с записями на его страницах в социальных сетях, в том числе на страничках Мадуро в Facebook и Twitter, что позволит выйти на новый уровень взаимодействия с венесуэльцами. В качестве соведущих президент пригласил журналиста Десире Сантоса Амараля и бывшего депутата Роберто Малавера. Уго Чавес с 1999 года тоже вёл собственную телерадиопрограмму, называющуюся «Алло, президент» (исп. Aló Presidente). Передача регулярно выходила в эфир национальных телеканалов по воскресеньям в течение 13 из 14 лет нахождения Чавеса у власти. В ней он объяснял свои политические решения, хвалил и ругал министров, критиковал оппозицию, отвечал на звонки телезрителей со всей страны, а также любил пошутить, а иногда даже пел. Всего Чавес провёл в эфире 378 телемарафонов длительностью 1 656 часов и 44 минуты.
16 марта 2015 года парламент предоставил Н. Мадуро право издавать декреты, имеющие силу закона (без одобрения их депутатами) до 16 августа того же года.
В 2014—2015 годах экономическое положение Венесуэлы резко ухудшилось, что связано с падением мировых цен на основной экспортный товар этой страны — нефть. В результате выросли цены на потребительские товары. По данным Центробанка Венесуэлы за 2015 год инфляция в стране составила 180,9 %. Мадуро пришлось даже в феврале 2016 года девальвировать национальную валюту — боливар на 37 %.
В декабре 2015 года по итогам выборов в Национальной ассамблее Венесуэлы большинство мест получили противники Н. Мадуро. В результате Парламент стал местом борьбы оппозиции против президента, причём с правом инициирования импичмента. В этом противостоянии успех сопутствовал Н. Мадуро благодаря поддержке со стороны Верховного суда Венесуэлы. Уже в январе 2016 года Верховный суд лишил мандатов трёх депутатов, в результате чего оппозиция потеряла квалифицированное большинство в парламенте. В апреле того же года Верховный суд единогласно отменил принятый парламентом Закон об амнистии политических заключённых, в том числе осуждённого в сентябре 2015 года лидера протестных демонстраций Л. Лопеса. Эта борьба проходила на фоне ухудшения экономического положения в Венесуэле и низких мировых цен на нефть. В мае — июне 2016 года в Венесуэле прошли спорадические выступления экономического характера, в ходе которых в городах громили магазины. Часть населения в условиях дефицита была вынуждена закупать потребительские товары в соседней Колумбии. О размахе этих миграций говорит такая цифра: только за один день, 16 июля 2016 года, в Колумбию за покупками приехали более 35 тыс. венесуэльцев. В этих условиях в июле 2016 года Мадуро объявил о реализации программы «Суверенное снабжение», ответственным за которую был назначен министр обороны В. Лопес. Для этого под контроль военных были переданы 5 морских портов. Также был применен испытанный ранее метод национализации. В июле 2016 года власти Венесуэлы национализировали объявившее о приостановке производства предприятие по производству средств гигиены американской фирмы «Kimberly-Clark». Тем не менее сбить инфляцию не удалось — по итогам 2016 года она составила 800 %.
Отношения Венесуэлы с другими латиноамериканскими странами при Мадуро развивались неоднозначно. При нём продолжает функционировать созданная при Уго Чавесе программа «Петрокарибе», снабжающая дешёвой нефтью другие страны Карибского бассейна, сохраняются установленные его предшественником тесные отношения с Белоруссией. По-прежнему остаются сложными отношения с Колумбией, вылившиеся в 2015 году в новый межгосударственный кризис. С Гайаной, новый президент которой Дэвид Грейнджер допустил в страну ExxonMobil и стал поддерживать США и осуждать действия властей Венесуэлы, в 2015 году обострился территориальный спор.
Сложно развивались отношения с Организацией американских государств (ОАГ) — в конце апреля 2017 года генеральному секретарю ОАГ было вручено письмо Николаса Мадуро о том, что Венесуэла немедленно выходит из этой организации. Поводом стало решение латиноамериканских государств провести встречу по протестам в Венесуэле без согласования с официальным Каракасом.
1 мая 2017 года Мадуро издал декрет о проведении выборов в Конституционное собрание с целью изменить конституцию страны. Оппозиция раскритиковала эту идею и бойкотировала выборы. Выборы прошли 30 июля 2017 года. По официальным данным, явка составила 41,53 %, по неофициальным — в несколько раз меньше. Более 40 стран (США, Канада, многие страны Южной Америки, Европейский союз, Швейцария и другие) заявили о непризнании Конституционного собрания.
31 июля 2017 года США ввели санкции против Мадуро из-за проведения выборов в Конституционное собрание, состоявшихся за день до этого. 22 сентября 2017 года Канада ввела санкции против 40 официальных лиц Венесуэлы, в том числе Мадуро, по обвинению в нарушении конституционного порядка. В конце марта 2018 года Панама также присоединилась к санкциям против Мадуро и других должностных лиц Венесуэлы.

### Попытка импичмента
24 октября 2016 года Национальная ассамблея Венесуэлы обвинила президента Николаса Мадуро в «государственном перевороте», в качестве предлога использовался тот факт, что Национальный избирательный совет (НИС) отложил проведение инициированного оппозицией референдума, дата которого назначена была на 26—28 октября 2016 года. На референдуме, в числе прочих, должен был быть поставлен вопрос об отставке президента Мадуро.
25 октября 2016 года Национальная ассамблея Венесуэлы проголосовала за начало процесса импичмента Мадуро, депутатами было назначено на 1 ноября 2016 года заседание конгресса, на котором должен присутствовать действующий президент, в отношении которого открыто также уголовное расследование по факту срыва референдума. Однако Николас Мадуро посетил Ватикан, где встретился с папой римским Франциском (выходцем из Латинской Америки) и просил понтифика направить на переговоры с оппозицией государственного секретаря Ватикана Пьетро Паролина. После этого процедура импичмента была приостановлена, из-под стражи были отпущены 5 оппозиционных политиков, а оппозиция отказалась от марша протеста, назначенного на 3 ноября 2016 года.
9 января 2017 года 106 депутатов (большинство) Национальной Ассамблеи Венесуэлы проголосовали за решение объявить Мадуро оставившим пост главы государства из-за неисполнения обязанностей в соответствии с 233 статьёй конституции страны, в которой предусмотрено, в случае признания президента отсутствующим на своем посту, назначение новых выборов главы государства. Однако 10 января Верховный Суд Венесуэлы признал решение парламента антиконституционным и заявил, что парламент не может сместить президента с должности.

## Второй президентский срок
20 мая 2018 года Николас Мадуро был переизбран на пост главы Венесуэлы на период 2019—2025 годов, получив почти 6,2 миллиона голосов (67,8 %).
Выборы вызвали протест со стороны большинства стран Запада, а также Латинской Америки. Четырнадцать стран, включая Аргентину, Бразилию и Канаду, отозвали своих послов из Каракаса в знак протеста против результатов выборов. По той же причине США наложили на Венесуэлу дополнительные экономические санкции. Президент США Дональд Трамп призвал к проведению новых выборов и прекращению репрессий в Венесуэле. Президент России В. В. Путин поздравил Н. Мадуро с переизбранием и пожелал ему успеха в решении социальных и экономических проблем страны. Кроме России, результаты выборов признали также Сальвадор, Куба и Китай.
15 августа 2018 года в конгрессе Колумбии в городе Боготе самопровозглашённый «Верховный суд Венесуэлы в изгнании» приговорил президента к 18 годам и трем месяцам заключения в тюрьме Ramo Verde под Каракасом по обвинению в коррупции и получении взятки в сумме 35 млн долларов от бразильского строительного конгломерата Odebrecht. Также предписан штраф в сумме 25 млн долларов.
4 января 2019 года страны «Группы Лимы» заявили о непризнании нового президентского срока Мадуро. Представителями Аргентины, Бразилии, Гайаны, Гватемалы, Гондураса, Канады, Колумбии, Коста-Рики, Панамы, Парагвая, Перу, Сент-Люсии и Чили был подписан соответствующий документ.
10 января 2019 года состоялась инаугурация Н. Мадуро, после чего он официально стал президентом Венесуэлы во второй раз. Из-за противостояния с оппозицией Мадуро принес присягу в Верховном Суде, а не в Национальной ассамблее Венесуэлы.

### Покушение
4 августа 2018 года, во время торжественного парада, приуроченного к 81-й годовщине создания Национальной гвардии, на президента было совершено неудачное покушение с помощью начинённых взрывчаткой беспилотных летательных аппаратов.

### Политический кризис
В январе 2019 года затянувшийся политический кризис в Венесуэле перешёл в более острую фазу — в результате действий оппозиции в стране возникли два центра власти. Спикер Национальной ассамблеи Хуан Гуайдо на фоне многотысячных митингов протеста, начавшихся после инаугурации Николаса Мадуро на второй президентский срок, провозгласил себя исполняющим обязанности президента. Сам действующий президент заявил, что останется на своём посту до истечения положенного ему срока в 2025 году. 30 апреля произошла попытка государственного переворота со стороны Хуана Гуайдо, окончившаяся неудачей.
В израильско-палестинском конфликте Мадуро часто поддерживал дело палестинцев на международных форумах. 7 ноября 2023 года он осудил действия Израиля в секторе Газа во время войны Израиля с ХАМАСом и обвинил Израиль в совершении геноцида палестинцев в секторе Газа.
Во время войны Израиля с ХАМАСом в 2023 году Мадуро заявил, что «Иисус Христос был молодым палестинцем, несправедливо распятым Испанской империей».

### План аннексии региона Гуаяна-Эсекиба (с 2023)
6 декабря 2023 года президент Венесуэлы Николас Мадуро начал реализацию плана аннексии богатого нефтью региона Гуаяна-Эсекиба, который принадлежит соседней Гайане. Референдум в Венесуэле состоялся 3 декабря 2023 года.

### Президентские выборы 2024 года

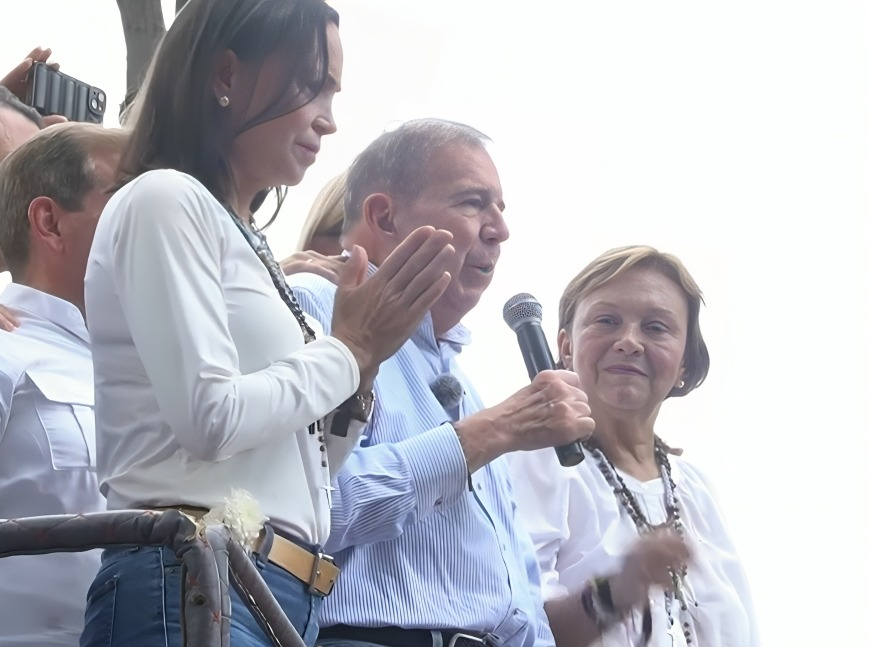
Мария Корина Мачадо (слева) и Гонсалес Уррутия протестуют против мошенничества, 30 июля 2024 года.

15 марта 2024 года Николас Мадуро был выдвинут своей политической партией кандидатом на президентских выборах 2024 года. 25 марта 2024 года Николас Мадуро официально выдвинул свою кандидатуру в Национальный избирательный совет. Эдмундо Гонсалес Уррутия представляет на этих выборах Платформу Единства. Согласно опросу института Datincorp, проведённому в апреле 2024 года, он набрал 50 % голосов избирателей по сравнению с 18 % у нынешнего президента Николаса Мадуро.
Мадуро был объявлен победителем, набрав 51,20 % голосов, в то время как оппозиция утверждает, что получила 70 % голосов. Однако эта победа оспаривается на международном уровне из-за отказа режима принять наблюдателей для проверки действительности голосования. Другие страны Южной Америки, независимо от политического этикета действующей власти, также высказывают сомнения в искренности результатов.
В ответ в социальных сетях владелец Twitter Илон Маск назвал его клоуном и диктатором, а аккаунт Николаса Мадуро в TikTok был заблокирован на неделю. Президент Венесуэлы объявил, что хочет заблокировать на своей территории социальные сети Twitter, TikTok, WhatsApp и Instagram, которые он обвиняет в разжигании ненависти.
10 января 2025 года Николас Мадуро был приведён к присяге на третий срок.

## Обвинения в наркотрафике
26 марта 2020 года США обвинили Николаса Мадуро в контрабанде наркотиков. Министерство юстиции США предъявило обвинения и другим высокопоставленным чиновникам страны, в числе которых председатель верховного суда и министр обороны Венесуэлы. Американские власти предложили 15 млн долларов за информацию, которая поможет в аресте Мадуро.
Министр юстиции США Уильям Барр заявил, что Мадуро сотрудничает с колумбийской группировкой ФАРК, чтобы «наводнить США кокаином», используя при этом самолёты, летающие с авиабазы в Венесуэле.

## Семья
Женат на Силии Флорес, которая старше его почти на 10 лет. Силия Флорес также является известным левым политиком (сначала в Движении за Пятую республику, затем в Единой социалистической партии Венесуэлы). Она вслед за мужем в 2006—2011 годах занимала пост спикера Национальной ассамблеи.
Сын — Николас Мадуро (род. 21 июня 1990), политик.

## Награды
- Орден Звезды Палестины (Палестинская национальная администрация, 2014)[77].